# Mestoklema
Genre
Classification phylogénétique
Mestoklema N.E.Br. ex Glen est un genre de plante de la famille des Aizoaceae.
Mestoklema N.E.Br. ex Glen, in Bothalia 13(3-4): 454  (1981)
Type : Mestoklema tuberosum (L.) N.E.Br. ex Glen (Mesembryanthemum tuberosum L.)

## Liste des espèces
- Mestoklema albanicum N.E.Br.
- Mestoklema arboriforme (Burch.) N.E.Br.
- Mestoklema copiosum N.E.Br.
- Mestoklema elatum N.E.Br.
- Mestoklema illepidum N.E.Br.
- Mestoklema macrorhizum (DC.) Schwantes
- Mestoklema tuberosum (L.) N.E.Br. ex Glen